# Paulamys naso
Paulamys naso е вид бозайник от семейство Мишкови (Muridae), единствен представител на род Paulamys. Видът е застрашен от изчезване.

## Разпространение
Разпространен е в Индонезия.